# Eupithecia kerrvillaria
Eupithecia kerrvillaria är en fjärilsart som beskrevs av Samuel E. Cassino och Louis W. Swett 1924. Eupithecia kerrvillaria ingår i släktet Eupithecia och familjen mätare. Inga underarter finns listade i Catalogue of Life.